# مونتفيرد
مونتفيرد (بالإنجليزية: Montverde)‏ هي مدينة أمريكية تقع في ولاية فلوريدا. تبلغ مساحة هذه المدينة 4.6 (كم²)،ويبلغ عدد سكانها 882 نسمة حسب إحصاء سنة 2010 م 882.تشير إحصاءات سنة 2000م بأن الكثافة السكانية في هذه المدينة تقدر بـ(191.7) نسمة/كم2 